# 1951 en combiné nordique
| Années du combiné nordique : 1948 - 1949 - 1950 - 1951 - 1952 - 1953 - 1954    |
| Décennies du combiné nordique : 1920 - 1930 - 1940 - 1950 - 1960 - 1970 - 1980 |

Cette page reprend les résultats de combiné nordique de l'année 1951.

## Festival de ski d'Holmenkollen
L'édition 1951 du festival de ski d'Holmenkollen fut remportée par le Norvégien Simon Slåttvik devant le Finlandais Heikki Hasu et le Norvégien Kjetil Mårdalen.

## Jeux du ski de Lahti
L'épreuve de combiné des Jeux du ski de Lahti 1951 fut remportée par un coureur finlandais, Heikki Hasu,
devant les Norvégiens Simon Slåttvik et Kjetil Mårdalen.

## Jeux du ski de Suède
Les Jeux du ski de Suède 1951 eurent lieu à Sundsvall. L'épreuve de combiné donna lieu à un triplé norvégien : Per Gjelten remporta l'épreuve devant Johan Vanvik et Ottar Gjermundshaug.

## Championnats nationaux

### Championnats d'Allemagne
Les résultats des deux Championnats d'Allemagne de combiné nordique 1951 manquent.

### Championnat d'Estonie
Le Championnat d'Estonie 1951, organisé comme l'année précédente à Võru, fut remporté par le champion sortant, Paul Pahla, devant Uno Aavola et le vice-champion sortant, Hugo Kaselaan.

### Championnat des États-Unis
Le championnat des États-Unis 1951 se déroula, comme l'édition précédente, à Berlin, dans le New Hampshire. Il a été remporté par Theodore A. Farwell.

### Championnat de Finlande
Les résultats du championnat de Finlande 1951 manquent.

### Championnat de France
Les résultats du championnat de France 1951 manquent.

### Championnat d'Islande
Le championnat d'Islande 1951 fut remporté par Haraldur Pálsson.

### Championnat d'Italie
Le championnat d'Italie 1951 fut remporté par Rizzieri Rodeghiero (en), le champion 1948, devant Alfredo Prucker, champion sortant, et Piero Pennacchio (de).

### Championnat de Norvège
Le championnat de Norvège 1951 se déroula à Narvik.
Le vainqueur fut Simon Slåttvik. Il s'impose devant Kjetil Mårdalen et Sverre Stenersen.

### Championnat de Pologne
Comme l'année précédente, le championnat de Pologne 1951 fut remporté par Józef Daniel Krzeptowski (pl), du club SNPTT Zakopane : il s'impose là pour la quatrième fois consécutive.

### Championnat de Suède
Le championnat de Suède 1951 a distingué Clas Haraldsson, du club Lycksele IF. Le club champion fut le IFK Kiruna, qui conservait son titre acquis l'année précédente.

### Championnat de Suisse
Le Championnat de Suisse 1951 a eu lieu à Adelboden.
Le champion 1951 fut Alfons Supersaxo : ce dernier retrouvait là son titre perdu l'année précédente et s'imposait devant Walter Regli et François Duvoisin.